# Chone Dragpa Shedrub
| Tibetische Bezeichnung                            |
| ------------------------------------------------- |
| Tibetische Schrift: ཅོ་ནེ་གྲགས་པ་བཤད་སྒྲུབ་             |
| Wylie-Transliteration: co ne grags pa bshad sgrub |
| Chinesische Bezeichnung                           |
| Vereinfacht: 卓尼•扎巴谢珠                        |
| Pinyin:Zhuoni Zhaba Xiezhu                        |

Chone Dragpa Shedrub (tib. co ne grags pa bshad sgrub; geb. 1675; gest. 1748) war ein Geistlicher der Gelug-Schule des tibetischen Buddhismus. Seine Wirkungsstätte war das Chone-Kloster in Amdo (Südwest-Gansu). Er ist Verfasser zahlreicher Schriften und Kommentare.
Seine Kommentar zum Herzsutra wurde von Fedor Stracke ins Englische übersetzt.